# 鄂圖曼細密畫

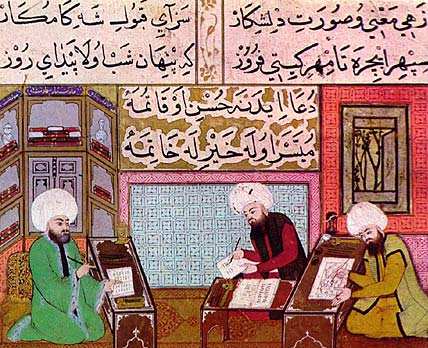
幾名鄂圖曼細密畫畫家

鄂圖曼細密畫（土耳其語：Osmanlı minyatürü）是起源自奥斯曼帝国的一種土耳其藝術形式，其深受波斯细密画以及中國的傳統繪畫藝術所影響。連同鄂圖曼書飾、伊斯兰书法、斑石紋紙和書本裝訂在內的鄂圖曼細密畫，皆屬傳統鄂圖曼書籍裝飾藝術的一環。